# Mei Yamaguchi
 (octobre 2022).
Pour les articles homonymes, voir Yamaguchi.
Mei Yamaguchi (山口 芽生, Yamaguchi Mei), née le 3 février 1983 à Tokyo au Japon, est une pratiquante de MMA japonaise.

## Carrière en MMA

### Distinctions
- Smackgirl
  - Championne des poids légers (Le 6 septembre 2007 face à Emi Tomimatsu).
- Valkyrie
  - Championne des poids plumes (Le 28 novembre 2010 face à Yuka Tsuji, une défense face à Kyoko Takabayashi).
- Deep Jewels
  - Championne Deep Jewels poids plumes (48 kg (106 lb)) (Le 31 mai 2015 face à Satomi Takano).

## Palmarès en MMA
| 24 combats     | 15 victoires | 8 défaites |
| Par KO         | 2            | 0          |
| Par soumission | 6            | 0          |
| Sur décision   | 7            | 8          |
| Égalités       | 1            | 1          |

| Résultat | Record | Adversaire        | Méthode                                     | Événement                                                   | Date             | Round | Temps | Lieu                                    | Notes |
| -------- | ------ | ----------------- | ------------------------------------------- | ----------------------------------------------------------- | ---------------- | ----- | ----- | --------------------------------------- | --- |
| Victoire | 15-8-1 | Satomi Takano     | TKO (coups de poing)                        | Deep Jewels 8                                               | 31 mai 2015      | 2     | 4:57  | Tokyo, Japon                            | Finale du Grand Prix Deep Jewels poids plumes (48 kg (106 lb)). Remporte le Grand Prix Deep Jewels poids plumes (48 kg (106 lb)). |
| Victoire | 14-8-1 | Mina Kurobe       | Décision unanime                            | Deep Jewels 8                                               | 31 mai 2015      | 2     | 5:00  | Tokyo, Japon                            | Demi finale du Grand Prix Deep Jewels poids plumes (48 kg (106 lb))                                                               |
| Victoire | 13-8-1 | Miyoko Kusaka     | KO (Coup de genou au corps)                 | Deep Jewels 7                                               | 21 février 2015  | 1     | 0:44  | Tokyo, Japon                            | Quart de finale du Grand Prix Deep Jewels poids plumes (48 kg (106 lb))                                                           |
| Défaite  | 12-8-1 | Ayaka Hamasaki    | Décision unanime                            | Deep: Dream Impact 2014: Omisoka Special                    | 31 décembre 2014 | 2     | 5:00  | Saitama, Saitama, Japon                 | |
| Victoire | 12–7–1 | Yukiko Seki       | Soumission Technique (étranglement arrière) | Deep Jewels 4                                               | 18 mai 2014      | 1     | 3:17  | Tokyo, Japon                            | |
| Défaite  | 11–7–1 | Gina Iniong       | Décision partagée                           | PXC: Pacific Xtreme Combat 43                               | 29 mars 2014     | 3     | 5:00  | National Capital Region, Philippines    | |
| Défaite  | 11–6–1 | Patricia Vidonic  | Décision partagée                           | PXC: Pacific Xtreme Combat 40                               | 25 octobre 2013  | 3     | 5:00  | Mangilao, Guam, États-Unis              | |
| Victoire | 11–5–1 | Seo Ye Jung       | Soumission (clé de bras)                    | Jewels: 24th Ring                                           | 25 mai 2013      | 1     | 1:55  | Kabukicho, Tokyo, Japon                 | |
| Défaite  | 10–5–1 | Megumi Fujii      | Décision unanime                            | Vale Tudo: Japon 2012                                       | 24 décembre 2012 | 2     | 5:00  | Shibuya, Tokyo, Japon                   | |
| Victoire | 10–4–1 | Emi Tomimatsu     | Décision unanime                            | Jewels: 20th Ring                                           | 21 juillet 2012  | 2     | 5:00  | Koto, Tokyo, Japon                      | |
| Défaite  | 9–4–1  | Katja Kankaanpää  | Décision unanime                            | Botnia Punishment 11: Kankaanpää vs. Yamaguchi              | 23 mars 2012     | 3     | 5:00  | Seinäjoki, Ostrobotnie du Sud, Finlande | |
| Victoire | 9–3–1  | Mika Nagano       | Décision partagée                           | Jewels: 17th Ring                                           | 17 décembre 2011 | 2     | 5:00  | Kabukicho, Tokyo, Japon                 | |
| Défaite  | 8–3–1  | Seohee Ham        | Décision unanime                            | Jewels: 15th Ring                                           | 9 juillet 2011   | 2     | 5:00  | Kabukicho, Tokyo, Japon                 | |
| Victoire | 8–2–1  | Akiko Naito       | Soumission (clé de bras)                    | Pancrase: Impressive Tour 4                                 | 3 mai 2011       | 1     | 3:52  | Koto, Tokyo, Japon                      | |
| Victoire | 7–2–1  | Tomomi Sunaba     | Décision majoritaire                        | Pancrase: Impressive Tour 3                                 | 3 avril 2011     | 2     | 5:00  | Koto, Tokyo, Japon                      | |
| Égalité  | 6–2–1  | Kyoko Takabayashi | Egalité majoritaire                         | GCM: Valkyrie 08                                            | 28 novembre 2010 | 3     | 5:00  | Koto, Tokyo, Japon                      | Défend le titre de championne Valkyrie des poids plumes.                                                                          |
| Victoire | 6–2    | Yuka Tsuji        | Soumission (étranglement arrière)           | GCM: Valkyrie 04                                            | 11 février 2010  | 1     | 1:16  | Koto, Tokyo, Japon                      | Remporte le titre de championne Valkyrie des poids plumes.                                                                        |
| Victoire | 5–2    | Kyoko Takabayashi | Décision partagée                           | GCM: Cage Force et Valkyrie                                 | 12 juillet 2009  | 3     | 3:00  | Koto, Tokyo, Japon                      | Tour final du tournoi féminin Valkyrie des poids plumes.                                                                          |
| Victoire | 4–2    | Emi Fujino        | Décision unanime                            | GCM: Valkyrie 02                                            | 25 avril 2009    | 3     | 3:00  | Koto, Tokyo, Japon                      | Demi finale du tournoi féminin Valkyrie des poids plumes.                                                                         |
| Défaite  | 3–2    | Yuka Tsuji        | Décision unanime                            | GCM: Valkyrie 01                                            | 8 novembre 2008  | 3     | 3:00  | Koto, Tokyo, Japon                      | |
| Défaite  | 3–1    | Emi Fujino        | Décision partagée                           | Smackgirl: Starting Over                                    | 26 décembre 2007 | 2     | 5:00  | Bunkyo, Tokyo, Japon                    | |
| Victoire | 3–0    | Emi Tomimatsu     | Décision partagée                           | Smackgirl 2007: Queens' Hottest Summer                      | 6 septembre 2007 | 2     | 5:00  | Bunkyo, Tokyo, Japon                    | Finale du nouveau tournois Smackgirl The Next Cinderella 2007 des poids légers.                                                   |
| Victoire | 2–0    | Saori Ishioka     | Soumission (clé de genou)                   | Smackgirl: The Next Cinderella Tournament 2007 Second Stage | 19 mai 2007      | 2     | 1:24  | Tokyo, Japon                            | Demi-finale du nouveau tournois Smackgirl The Next Cinderella 2007 des poids légers.                                              |
| Victoire | 1–0    | Anna Saito        | Soumission (étranglement arrière)           | Smackgirl: The Next Cinderella Tournament 2007 First Stage  | 11 mars 2007     | 1     | 4:53  | Kabukicho, Tokyo, Japon                 | Tour préliminaire du nouveau tournois Smackgirl The Next Cinderella 2007 des poids légers.                                        |